# Acalolepta fergussoni
Acalolepta fergussoni är en skalbaggsart som beskrevs av Stefan von Breuning 1970. Acalolepta fergussoni ingår i släktet Acalolepta och familjen långhorningar. Inga underarter finns listade i Catalogue of Life.